# Шлях орбіти

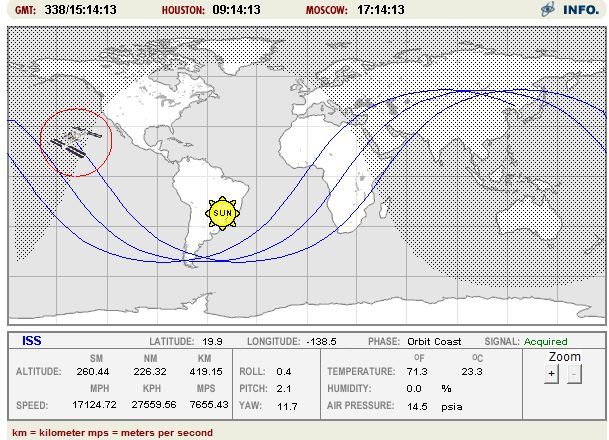
Шлях орбіти Міжнародної космічної станції протягом приблизно двох періодів. Світла і темна області представляють області Землі вдень і вночі відповідно.

Шлях орбіти, наземний шлях або траса землі — це шлях на поверхні планети безпосередньо під траєкторією літака або супутника. У випадку супутників це також відоме як суборбітальний трек і є вертикальною проекцією орбіти супутника на поверхню Землі (або будь-яке інше тіло, навколо якого обертається супутник).
Наземний шлях супутника можна розглядати як шлях уздовж поверхні Землі, який відстежує рух уявної лінії між супутником і центром Землі. Іншими словами, шлях орбіти — це набір точок, у яких супутник проходитиме прямо над головою або перетне зеніт у системі відліку наземного спостерігача.